# Ctenomys talarum
Ctenomys talarum је врста глодара (Rodentia) из породице туко-тукоа (Ctenomyidae).

## Распрострањење
Врста има станиште у Аргентини.

## Станиште
Станиште врсте је травна вегетација.

## Угроженост
Ова врста је наведена као последња брига, јер има широко распрострањење и честа је врста.